# Claire Bennet
Claire Bennet – grana przez Hayden Panettiere, jest fikcyjną bohaterką serialu telewizyjnego Herosi. Jej mocą jest samoregeneracja tkanki. Jest adoptowaną córką Noah Benneta i Sandry Bennet, biologiczną córką Nathana Petrelli i Meredith Gordon, i biologiczną wnuczką Arthura Petrelliego oraz Angeli Petrelli. Jest również biologiczną bratanicą Petera Petrelli ze strony Nathana, oraz biologiczną siostrzenicą Flinta Gordona ze strony Meredith.  

## Dorastanie
Claire jest córką Nathana Petrelli i Meredith Gordon, dwójki ludzi którzy posiadają pewne zdolności. Została jednak zaadoptowana przez Noah i Sandrę Bennet. Noah i jego partner Claude, którzy są agentami Firmy, przybyli do domu Meredith by ją porwać. Claude wszedł do środka, podczas gdy Noah czekał na zewnątrz do czasu aż Meredith wysadziła drzwi. Kiedy Noah wbiegł do środka znalazł Claude'a na podłodze, który powiedział mu żeby znalazł Claire. Kiedy ją znalazł wyniósł ją bezpiecznie z domu. Wtedy Noah i jego żona zaadoptowali dziewczynkę.
Sześć miesięcy przed rozpoczęciem serii, Claire została cheerleaderką, z pomocą swojej koleżanki Jackie Wilcox. Podczas udawanej kłótni z Jackie, Claire przez przypadek uderzyła w szkło i rozcięła sobie rękę. Kiedy pokazały to rodzicom Claire, pani Bennet powiedziała, że Claire  może będzie musiała mieć szwy. Po tym jak Claire, Jackie, i pani Bennet pojechały do szpitala, pan Bennet odebrał telefon od Chandry Suresha, naukowca który zajmował się paranormalnymi zjawiskami, informując go o mocy Claire.
Kilka dni później pan Bennet zapytał Claire, czy może zobaczyć jej rękę ze szwami. Kiedy odwinęli opatrunek, obydwoje byli zdziwieni tym że po zranieniu nie pozostało jej nawet zadrapanie.